# Death to False Metal
Death to False Metal è una raccolta dei Weezer, pubblicato il 2 novembre 2010 dalla Geffen Records.

## Il disco
Il disco non è altro che una raccolta di brani inediti registrati nel corso degli anni dalla band e messi insieme in quanto, a detta di Rivers Cuomo, "è l'album più adatto come successore a Hurley". Effettivamente, lo stile dei brani è molto simile a quello intrapreso dalla band nel suo ottavo album, che è stato realizzato basandosi su sonorità più tipicamente power pop che sull'alternative rock che ha caratterizzato i primi anni di carriera degli Weezer.

## Tracce
1. Turning Up the Radio - 3:37
2. I Don't Want Your Loving - 3:03
3. Blowin' My Stack - 3:44
4. Losing My Mind - 4:02
5. Everyone - 2:49
6. I'm a Robot - 2:30
7. Trampoline - 2:45
8. The Odd Couple - 3:07
9. Autopilot - 2:57
10. Un-Break My Heart (Toni Braxton cover) - 4:11

Traccia bonus nell'edizione giapponese
1. Yellow Camaro – 1:54
2. Outta Here – 2:34

Tracce bonus nell'edizione internazionale
1. Yellow Camaro – 1:54
2. Outta Here – 2:34

Traccia bonus nell'edizione iTunes
1. Mykel & Carli – 3:14

## Formazione
- Rivers Cuomo - voce, chitarra, tastiere,
- Scott Shriner - basso, cori
- Brian Bell - chitarra, cori, tastiere, synth
- Patrick Wilson - batteria, percussioni

## Classifiche
| Classifica (2010)         | Posizione massima |
| ------------------------- | ----------------- |
| Giappone                  | 73                |
| Stati Uniti               | 48                |
| Stati Uniti (alternative) | 9                 |
| Stati Uniti (rock)        | 11                |